# Guido De Martini
Guido De Martini (Cagliari, 3 gennaio 1956) è un politico italiano, deputato della XVIII legislatura per la Lega.
Nel 2022 l'onorevole De Martini non ha partecipato all'elezione del Presidente della Repubblica, in quanto impossibilitato a spostarsi dalla Sardegna senza esibire il "green pass rafforzato" (rilasciato a vaccinati o guariti dal COVID). De Martini non ha voluto rivelare se sia in possesso o meno del documento, oppure se abbia scelto di compiere tale gesto per protesta contro la norma che obbliga il possesso di tale documento per i trasporti da e per le isole, traghetti o aerei che siano. Tale gesto di protesta ha portato 7 grandi elettori a votare per lui nel corso della prima chiama il 24 gennaio 2022.
Non si ricandida per le elezioni politiche 2022, affermando di tornare alla sua professione di oculista.